# Stoumont
Stoumont là một đô thị của Bỉ. Đô thị này nằm trong vùng Wallonie và tỉnh Liege. Tại thời điểm ngày 1 tháng 1 năm 2006, Stoumont có tổng dân số 3.006 người. Tổng diện tích là 108,45 km² với mật độ dân số 28 người trên mỗi km².